# سد سیدی سالم
سد سیدی سالم (به عربی: سد سیدی سالم) یک سد خاکی در تونس است که در استان باجه واقع شده‌است.